# Лясково (Добрицька область)
Ля́сково (болг. Лясково) — село в Добрицькій області Болгарії. Входить до складу общини Добричка.

## Населення
За даними перепису населення 2011 року у селі проживали 302 особи.
Національний склад населення села:
| Національність   | Кількість осіб | Відсоток |
| ---------------- | -------------- | -------- |
| цигани           | 176            | 58,5%    |
| болгари          | 114            | 37,9%    |
| турки            | 3              | 1,0%     |
| Всього відповіли | 301            |          |

Розподіл населення за віком у 2011 році:
Динаміка населення: